# Шипачи
Шипачи — деревня в Тюкалинском районе Омской области. Входит в состав Сажинского сельского поселения.

## История
Основана в 1888 году. В 1928 году состояла из 37 хозяйств, основное население — русские. В административном отношении деревня являлась центром Шипачинского сельсовета Тюкалинского района Омского округа Сибирского края.

## Население
| 1926 | 2010 |
| ---- | ---- |
| 232  | ↘22  |

## Улицы
В деревне имеется одна улица — Центральная.